# テムル
テムル（モンゴル語：ᠲᠡᠮᠦᠷ、Temür、漢字：鉄穆耳、1265年10月15日 - 1307年2月10日）は、モンゴル帝国の第6代カアン（元の成宗としては第2代皇帝）。『集史』などのペルシア語表記では تيمور قاآن Tīmūr Qā'ān。テムルはモンゴル語で「鉄」を意味する名前で、ペルシア語などではこれを訛ってティムールと表記する。

## 生涯
世祖クビライの次男のチンキムの三男で、チンキムがコンギラト氏出身の正夫人ココジンとの間に儲けた3人の嫡子のうちの末子にあたる。父で皇太子のチンキム、祖父のクビライに寵愛されていた次兄のダルマバラが相次いで早世したため、クビライの晩年にその後継者の最有力候補となった。カダアンの乱では叛乱鎮圧軍の総司令に抜擢され、この時ともに戦った部下の多くは即位後に側近として活躍することとなる。
至元30年（1293年）、モンゴル高原に駐留して中央アジアのカイドゥの侵攻に備えていた将軍バヤンがクビライに召還されると、代わりにモンゴル高原駐留軍の司令官に任命され、皇太子の印璽を授けられた。翌年クビライが崩御すると上都でクリルタイ（王族集会）が開かれ後継者が議されたが、監国として後継者選定を主導する母のココジンや、知枢密院事として軍事権を掌握していたバヤンは一致してクビライによって皇太子に指名されていたテムルを推し、テムルが長兄のカマラを抑えてカアンに即位した。
テムルが即位すると高原に対するカイドゥの侵攻はますます強まったため、テムルは兄の晋王（ジノン）カマラに加えて従兄弟の安西王アナンダを始めとする大軍を高原に送り込んだ。これにもかかわらず元軍はカイドゥの軍に敗戦を重ねたが、次第にカイドゥ勢力の行く末を見限った高原西部の王族・貴族が元朝に投降し始めた。これに対して焦りを深めたカイドゥは大徳5年（1301年）、配下のオゴデイ家とチャガタイ家の諸王のことごとくを動員し、全力をあげて高原に侵攻した。テムルはダルマバラの長男のカイシャンらを追加派遣してこれにあたり、元軍はカラコルムとタミールで行われた2度の戦いでカイドゥ軍を大いに破った。カイドゥは戦傷がもとでまもなく没し、これを機にチャガタイ家の当主ドゥアはオゴデイ家を継いだカイドゥの子のチャパルを説得してテムルに服属を申し出た。大徳9年（1305年）、テムルはドゥアとチャパルの服従を承認し、クビライ即位時の内乱以来分裂状態にあったモンゴル帝国に45年ぶりの平和統合がもたらされた。
大徳3年（1299年）、テムルは江浙の禅僧の一山一寧を使節として日本に派遣しながら朝貢を促した。このような姿勢はクビライに比べればかなり緩和されたもので、既に武力により制する意図は無かったとみられる。日本に着いた一山一寧は鎌倉幕府の実権者の北条貞時に国書を奉呈するが、その真意を疑った幕府は一山一寧を抑留しただけでなく、元朝側の要求にも一切応じなかった。これが元朝が日本へ派遣した最後の使節団となった。
テムルの政権では、オゴデイからクビライまで4代にわたって中国の行政に活躍したムスリム（イスラム教徒）官僚サイイド・アジャッルの孫のバヤン（バアリン部の将軍バヤンとは別人）が中書平章政事に任命され、中書省に集められたムスリム財務官僚たちがバヤンを首席とする財務部局を構成してクビライの制度を踏襲した。テムルの後ろ盾であった将軍バヤンはテムルの即位後間もなくに亡くなったが、父のチンキムの莫大な遺産を管理する母のココジンがテムルをよく支えた。一方、宮中の節制されない浪費と税収の減少に因って元朝の国家財政はテムルの治世から慢性的な赤字に悩まされた。
テムルは飲酒と荒淫の悪癖があったので次第に病気がちとなり、チャパルらとの和平を受け入れた頃にはほとんど病床に就いており、政務を執ることができなくなっていた。宮廷では、大徳4年（1300年）にココジンが死去してからはテムルの皇后のブルガンが勢力を持ち、テムルの代理として政務を取り仕切って権勢を振るった。
大徳11年（1307年）にテムルが崩御すると、ブルガンは自らの地位を保持するためにテムルの従兄弟にあたる安西王アナンダを擁立しようとした。しかし、かねてよりブルガンの専権に不満を抱いていた一派がカイシャンとアユルバルワダ兄弟を擁立して政変を起こし、最終的にカイシャンが即位することとなった。

## 宗室
- 父 チンキム
- 母 ココジン

- 長兄 カマラ
- 次兄 ダルマバラ

后妃 
- 皇后 ブルガン（卜魯罕）
- 元妃 シリンダリ（失憐答里）
- 皇后 忽帖尼

### 男子
- 長男 デイシュ（徳寿）[5]

### 女子
- 長女 昌国公主
- 次女 趙国公主
- 三女 魯国公主